# Major (Bundeswehr)
Major (izvirno nemško Major; okrajšava: Maj; kratica: M) je častniški čin v Bundeswehru (v Deutsches Heeru in Bundesluftwaffe). v Bundesmarine mu ustreza čin kapitana korvete, medtem ko mu v specialističnih činih enaki: višji štabni zdravnik, višji štabni lekarnar in višji štabni veterinar.
Nadrejen je činu štabnega stotnika (od leta 1962) oz. stotnika (do leta 1962) in podrejen činu podpolkovnika. V sklopu Natovega STANAG 2116 spada v razred OF-3, medtem ko v zveznem plačilnem sistemu sodi v razred A13.
V skladu z zakonodajo je častnik povišan v čin po končanju Učnega tečaja za štabne častnike in po osmih letih častniške službe.

## Oznaka čina
Oznaka čina je lahko:
- naramenska (epoletna) oznaka (za službeno uniformo): srebrni hrastov venec in ena srebrna zvezda z barvno obrobo glede na rod oz. službo[6]
- naramenska (epoletna) oznaka (za bojno uniformo): črni hrastov venec in ena zvezda (barvna obroba je samo na spodnjem delu oznake).[7]

Do leta 1956 je bila oznaka čina sledeča: ena zvezda nad stiliziranim parom hrastovih listov.
Oznaka čina majorja Luftwaffe ima na dnu oznake še stiliziran par kril.
Galerija
- Naramenska epoletna oznaka (za službeno uniformo)
- Naramenska epoletna oznaka (za bojno uniformo)
- Osnovna oznaka čina Luftwaffe